# Prochiron
Prochiron (gr. ο προχειρος νομοσ 'podręcznik prawa') - bizantyński zbiór praw opublikowany między 870 a 879 rokiem przez Bazylego I i jego synów a zarazem współwładców - Aleksandra i Leona. Zawiera najważniejsze przepisy prawa cywilnego i publicznego pogrupowane tematycznie w 40 paragrafach.
Materiał ten pochodził głównie z greckich przekładów i komentarzy do Instituciones Justyniana I. Wiele zawartych w nim przepisów zaczerpnięto również z Eklogi Leona III. Prochiron był w użytku aż do upadku Cesarstwa Bizantyńskiego, zyskując dużą popularność wśród Słowian południowych i wschodnich.